# Hollanditis

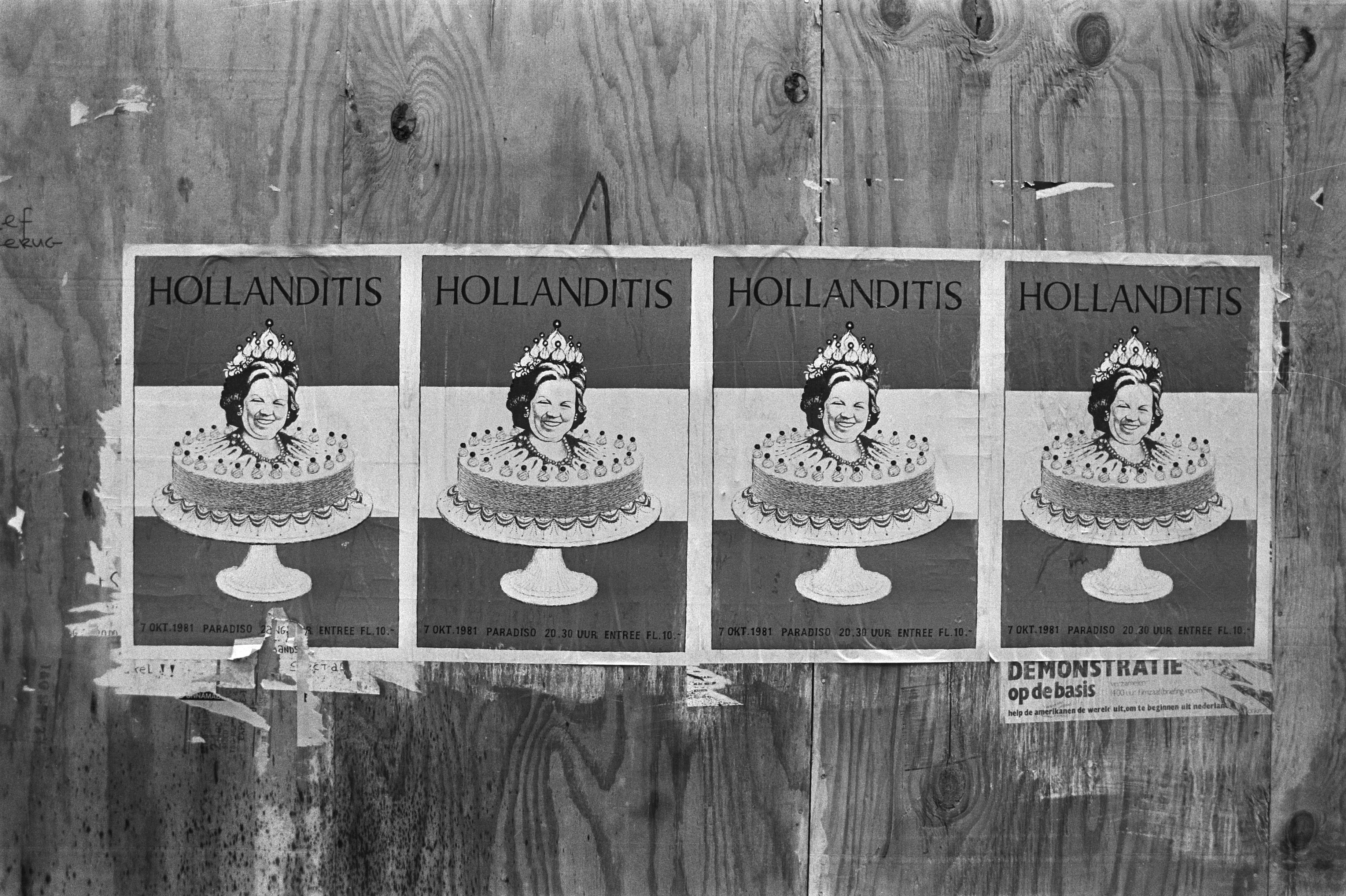
Plakat einer gleichnamigen Veranstaltung im Amsterdamer Jugendzentrum Paradiso 1981

Hollanditis oder „Hollandse ziekte“ (Holländische Krankheit) ist die Bezeichnung für den in den Niederlanden ausgetragenen, öffentlichen Widerstand gegen die Stationierung US-amerikanischer Marschflugkörper im Land. Der Ausdruck wurde 1981 erstmals vom US-amerikanischen Historiker Walter Laqueur geprägt, der damit andeutete, dass sich der Widerstand gegen Kernwaffen offenbar wie ein Virus verbreite und der traditionelle holländische Neutralismus wieder aufgetaucht sei.
Die „Hollanditis“ erlebte mit den großen Demonstrationen gegen Marschflugkörper in den Jahren 1981 und 1983 ihren Höhepunkt.

## Hintergrund
Der NATO-Doppelbeschluss vom 12. Dezember 1979 sah vor 572 Marschflugkörper in der Bundesrepublik  Deutschland, in Großbritannien, in Italien, in den Niederlanden und in Belgien zu stationieren. In den Niederlanden sollten 48 Marschflugkörper des Typs BGM-109G Gryphon auf dem Militärflugplatz Woensdrecht stationiert werden. Die Vereinigten Staaten beabsichtigten mit diesen Stationierungen eine Modernisierung des  NATO-Waffenarsenals und zudem eine Positionierung der Stärke gegenüber der Stationierung von SS-20-Raketen in der UdSSR zu zeigen.

## Politik
Als Mitglied der NATO gehörten die Niederlande zu den fünf europäischen Ländern, die Atomwaffen auf ihrem eigenen Territorium stationieren würden. Das Kabinett Van Agt I, das von 1977 bis 1981 regierte, beschloss die Stationierung von 48 Marschflugkörpern im Land, um einen eigenen Beitrag zur Begrenzung der Gefahren aus dem Osten zu leisten.
Es fand sich jedoch in der niederländischen Regierung zwischen 1979 und 1985 keine politische Mehrheit, die diesen NATO-Doppelbeschluss unterstützte. Insbesondere die Oppositionspartei PvDA positionierte sich dagegen; dabei bildete sie zwischen 1973 und 1977 selbst die Regierung und bereitete hier sogar den NATO-Doppelbeschluss vor. Einer der Oppositionspolitiker ist Bram Stemerdink, der kurz zuvor als Verteidigungsminister im Kabinett Den Uyl an diesen Vorarbeiten beteiligt war. Er äußert sich differenzierter: „Angenommen, Marschflugkörper sind der einzige nukleare Auftrag für die Niederlande und Kurzstrecken- und Luftwaffen-Atomwaffen werden dafür verschrottet. Dann wäre etwas auf dem Tisch gewesen, für das ich mich eingesetzt hätte. Das wäre ein Gespräch wert.“ Eine eindeutigere Haltung nahm der PvDA-Vorsitzende Max van den Berg ein: „Atomwaffen raus aus der Welt, angefangen bei den Niederlanden“. Stemerdink ordnete dies jedoch öffentlich lediglich als weisen Allgemeinplatz ein und stellte klar, dass eine völlige Ablehnung atomarer Bewaffnung die Isolation der Niederlande bedeuten würde. Ein großer Teil der Bevölkerung sprach sich ebenfalls, u. a. auf Demonstrationen, gegen die Stationierung der Atomwaffen aus. So wurde die tatsächliche Entscheidung von den beiden nachfolgenden Regierungen (Kabinett Van Agt II und III) immer wieder verschoben; auch weil in den jeweiligen Koalitionsverträgen mit der PvDA vereinbart wurde, dass deren Minister zurücktreten würden, wenn sich die Mehrheit des Kabinetts für die Stationierung entscheidet. Das Königreich galt damit sowohl im Westen als auch im Osten einige Jahre lang als unzuverlässiger NATO-Partner.

## Demonstration 1981

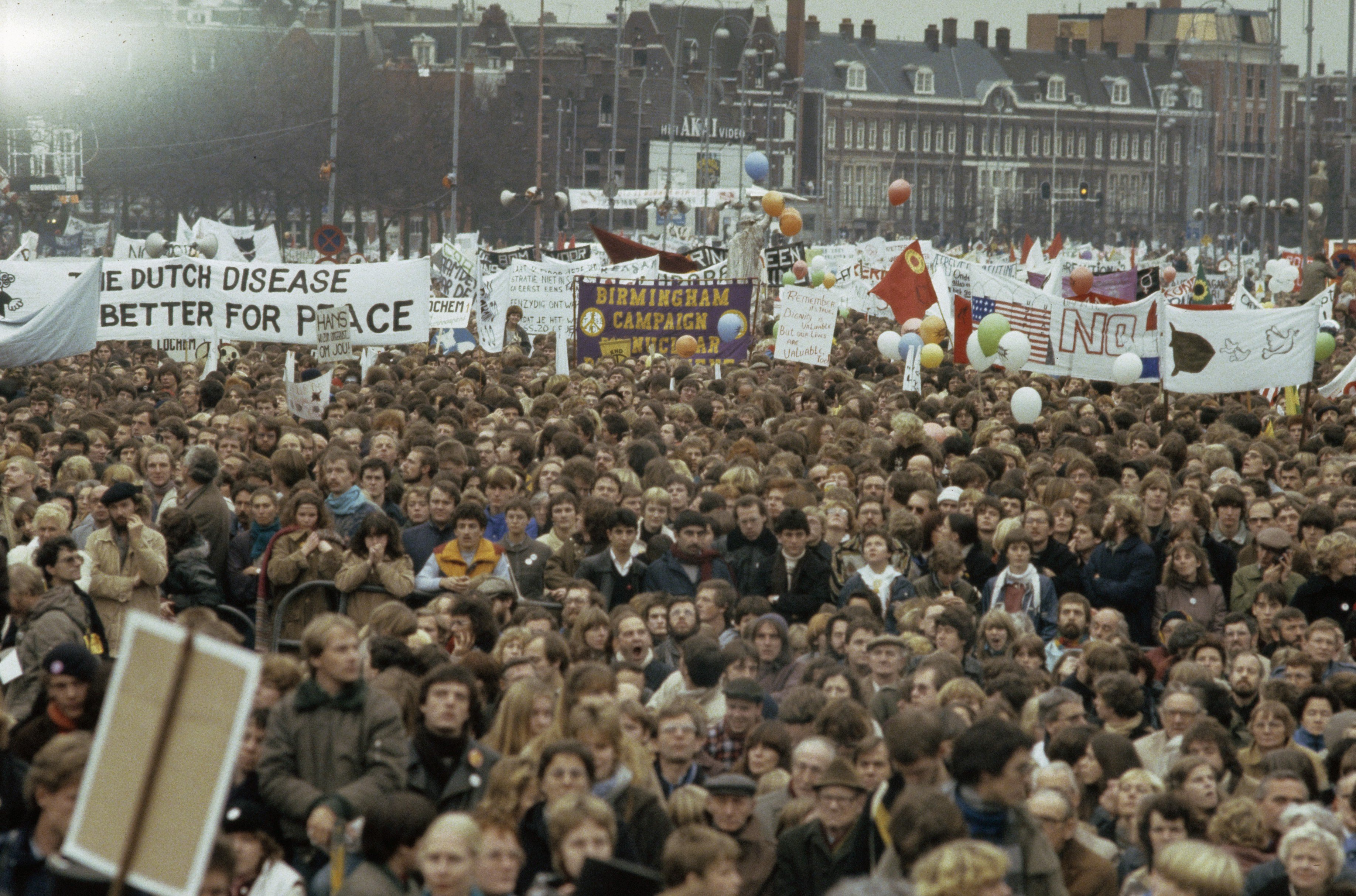
Demonstration auf dem Museumplein. Eine Banneraufschrift: „The Dutch disease is better for peace“ (Die Holländische Krankheit ist gut für den Frieden)

Als die Niederlande am 12. Dezember 1981 die endgültige Entscheidung über die Stationierung treffen sollte, wurde seitens des Interkirchlichen Friedensrats (IKV) für den 21. November 1981 zu einer Antikernwapendemonstratie (Anti-Atomwaffen-Demonstration) auf dem Amsterdamer Museumplein aufgerufen. Erwartet wurden 150.000 Teilnehmer; es kamen rund 400.000 Menschen. Es war bis dahin die größte Demonstration in den Niederlanden.
Auf der Veranstaltungsbühne wollte Wim Meijer, Fraktionsvorsitzender der PvdA, die Position der Partei darlegen. Diese lautete seit dem Parteitag im Februar, dass zwar keine Marschflugkörper stationiert werden sollen, aber ein bis zwei nukleare Waffensysteme für die niederländische Armee akzeptabel seien. Diese Haltung jedoch steht im Widerspruch zur Position der organisierenden IKV, wonach alle Atomwaffen aus Europa abgezogen werden sollten. Folgerichtig wurde Meijer auf der Bühne ausgebuht. Die geplante Vertragsunterzeichnung im Dezember wurde aus Furcht vor einem Koalitionsbruch vertagt.

## Demonstrationen 1983

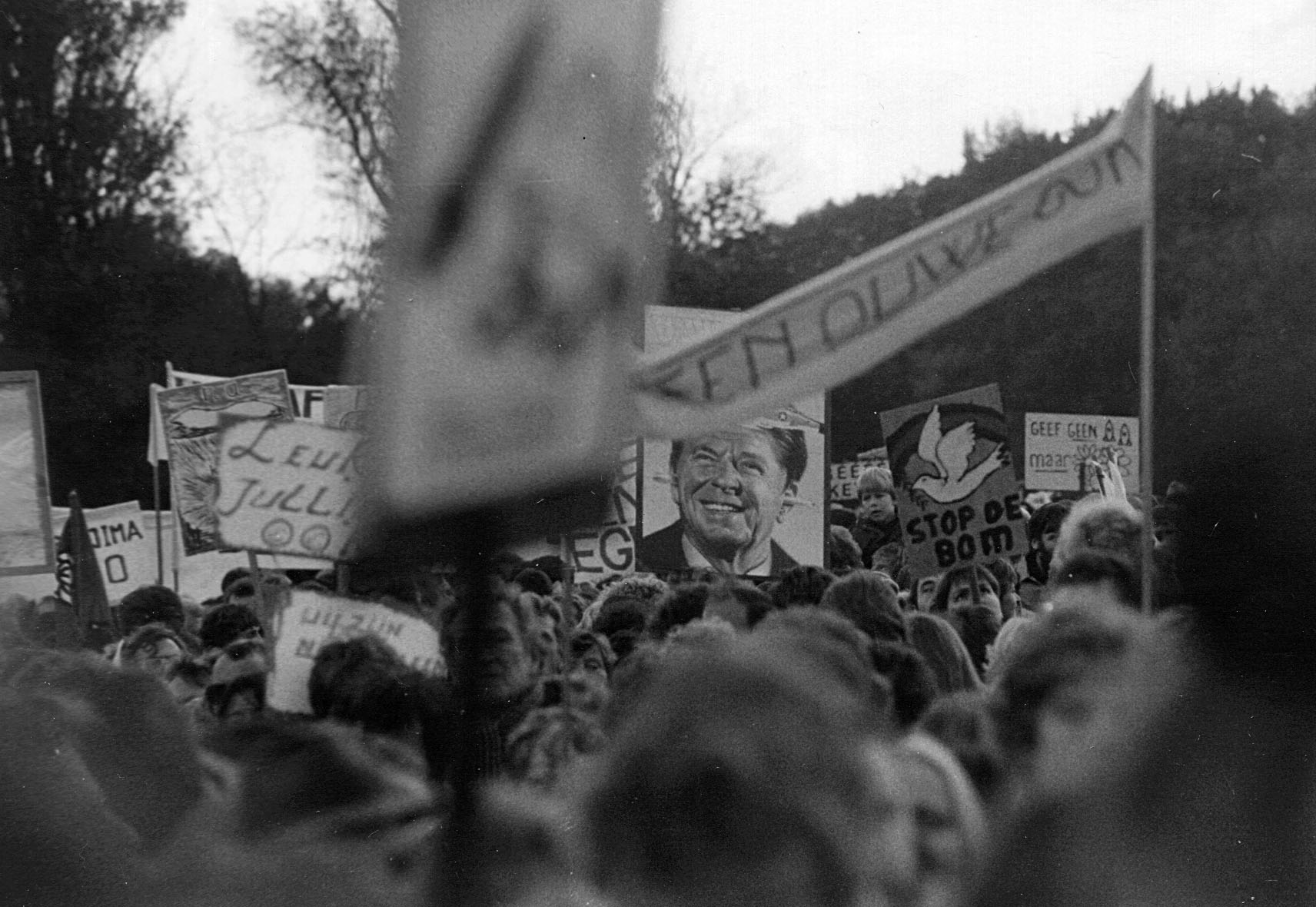
Demo in Den Haag, 1983

Am 29. Oktober 1983 fanden auf dem Malieveld und im Zuiderpark in Den Haag erneut große Demonstrationen gegen die Stationierung statt. Alleine auf dem Malieveld fand sich über eine halbe Million Menschen aller Altersgruppen ein (im Zuiderpark rd. 100.000). Damit war diese Demonstration bis heute die größte Protestdemonstration in der Geschichte der Niederlande. Die Veranstaltung stand unter der Leitung der Organisation „Kruisraketten Nee“ (Marschflugkörper Nein). Prinzessin Irene, die Schwester der seinerzeit amtierenden Königin Beatrix, hielt auf der Bühne eine Zusprache.
Ein Jahr nach der Demonstration auf dem Malieveld wurden 3,7 Millionen Unterschriften gegen die Stationierung der Raketen an Ministerpräsident Ruud Lubbers überreicht.

## Ende
Am 8. Dezember 1987 wurde in Washington der INF-Vertrag von Michail Gorbatschow und Ronald Reagan unterzeichnet, in dessen Folge es zu keiner Stationierung neuer Raketen in Europa mehr kam.
2003 wurde offiziell bekannt, dass in den Niederlanden bereits seit den 1960er Jahren Atomwaffen auf dem Militärflugplatz Volkel stationiert sind. Es soll sich um 22 frei fallende Wasserstoffbomben des Typs B61 handeln.

## Trivia
Hollanditis ist auch der Name eines niederländischen Textadventures auf dem Heimcomputer Commodore 64 aus dem Jahr 1985, in dem ein Schweizer Detektiv 24 Atomraketen in Europa aufspüren soll.
Die niederländische Musikband Klein Orkest (1979–1985) brachte im Nachklang der Friedensdemonstrationen und der Hollanditis im November 1983 das Lied Over de Muur (Über die Mauer) heraus, das von einem geteilten Berlin im Kalten Krieg handelt. Jedoch wurde die Single erst im Juni des darauf folgenden Jahres zu einem großen und nachwirkenden Erfolg.